# مؤسسة البحوث والدراسات العلمية
مبدع  أو مؤسسة البحوث والدراسات العلمية أنشئت سنة 2007 وهي منذ ذاك  مؤسسة خاصة تهتم بالبحث العلمي وما يتعلّق به في مختلف العلوم الشرعية والدراسات الإسلامية عامة وما يتعلق بالتراث والمصطلح والمنهج خاصة. تتلخص رسالة المؤسسة في معالجة التحديات التي تواجه الأمة الإسلامية في المعضلات الثلاثة التي هي موضوعاتها في البحث العلمي: النص، والمصطلح والمنهج. لم تمضِ 4 سنوات على تأسيس المؤسسة حتى أصدرت برنامج الحاسوب المسمى الجامع التاريخي للتفسير الذي يضم 101 تفسير للقرآن الكريم. اشتهرت المؤسسة عند المتابعين في الحقل المعرفي الإسلامي بتنظيمها للمؤتمرات العالمية وبمشاركتها في المؤتمرات داخل وخارج المملكة المغربية حيث تنظم المؤسسة مؤتمراتها غالبا بالتعاون مع مؤسسات ومراكز أخرى منها الرابطة المحمدية للعلماء وجامعة القرويين.

## مبدع والمعضلات الثلاثة
يتركز البحث العلمي الذي تجريه مؤسسة مبدع على مواجهة التحديات الثلاثة في النص والمنهج والمصطلح وحيث أن هذه التحديات في نظر مبدع معضلات وعلى الباحث العلمي التصدي لها. من منظور هذه الرسالة تدور مواضيع أنشطتها العلمية المتمثلة في: مؤتمرات وندوات ومدارسات ولقاءات ومشاركات ودورات تدريسية وتكوينية وملتقيات تخصصية والمعارض.

## شركاء مبدع
نظمت مؤسسة مبدع مؤتمرات بتعاون أو بمشاركة مع مراكز أخرى هي:
- الرابطة المحمدية للعلماء (المغرب).
- معهد الدراسات المصطلحية (المغرب).
- مركز تفسير للدراسات القرآنية (السعودية).
- كرسي القرآن الكريم وعلومه (السعودية).
- منظمة النصرة العالمية (الكويت).
- جامعة القرويين (المغرب).
- المجلس العلمي الأعلى (المغرب).

## وصلات خارجية
صفحة مؤسسة مبدع على الفيسبوك